# ArenaBowl XXVII
Match précédent Match suivant
L'ArenaBowl XXVII était la 27e édition du championnat de l'Arena Football League. Les Rattlers de l'Arizona, champion de la conférence nationale, battent les champions de la conférence américaine, les Gladiators de Cleveland, 72 à 32. Le match a eu lieu le 23 août 2014 à la Quicken Loans Arena de Cleveland, dans l'Ohio, la maison des Gladiators.
C’était la quatrième apparition consécutive dans l’ArenaBowl des Rattlers et leur troisième championnat consécutif. Pour les Gladiators, il s’agissait du premier ArenaBowl en 18 ans d’existence.
ArenaBowl XXVII a été joué à la Quicken Loans Arena, après l'annonce du retour de l'ArenaBowl à la pratique d'être accueilli par l'équipe avec le meilleur bilan de la saison régulière. Avec le meilleur bilan de l’AFL en 2014, Cleveland était assuré d’accueillir l'ArenaBowl XXVII en remportant le championnat de la conférence. L'ArenaBowl a été joué lors d'une journée sportive à Cleveland, alors que les Browns de Cleveland de la National Football League disputaient un match préparatoire à domicile au FirstEnergy Stadium et que les Indians de Cleveland de la Major League Baseball jouaient un match à domicile au Progressive Field voisin, les trois matchs ayant lieu en même temps.
En décembre 2013, il a été annoncé qu'ESPN avait acquis les droits de diffusion de matchs de l'AFL, y compris l'ArenaBowl XXVI. C'était la première fois que l'ArenaBowl était télévisé sur ESPN depuis 2008, avant la pause d'un an prise par l'AFL.

## Sommaire du match
Pour la deuxième fois dans l'histoire de l'AFL, une équipe a réalisé un «three-peat», alors que les Arizona Rattlers ont battu les Cleveland Gladiators, 72 à 32, la plus grande marge de victoire de l'histoire d'ArenaBowl. Devant une foule de 18 410 spectateurs à la Quicken Loans Arena, les Rattlers ont remporté le cinquième titre ArenaBowl de la franchise et rejoint le Drive de Détroit en tant que seule autre franchise de l'histoire de la ligue à avoir remporté trois fois consécutivement l'ArenaBowl.
L’Arizona était dirigé par Nick Davila, le MVP de l'ArenaBowl XXVII, qui a terminé le match avec 237 yards, 19 passes sur 24, huit touchdowns et une interception.
Les Rattlers ont frappé tôt et n'ont jamais regardé en arrière. Lors de son premier drive, Davila a trouvé le wide receiver Rod Windsor pour un touchdown de 41 verges. Arizona prend l'avantage et le gardera jusqu'à la fin du match qui sera pratiquement à sens unique, les Rattlers menant 65-19 à l'entame du dernier quart-temps.
Le quarterback suppléant de Cleveland, Chris Dieker, mènera Cleveland à deux touchdowns durant la dernière période, mais c'est trop peu, trop tard, car l'Arizona a été capable de tenir et l'emporte 72-32.

### Les récompenses du match
Russell Athletic Joueur offensif du match: Nick Davila, QB, Arizona
Riddell Joueur défensif du match: Cliff Dukes, DE, Arizona
J. Lewis Small Playmaker of the Game: Kerry Reed, WR, Arizona
Cutter Réception du match: Dominick Goodman, WR, Cleveland, réception de 5 yards pour un TD (4e QT)
AFL Highlight of the Game: WR Kerry Reed's 46-yard INT TD (1st Quarter)
ArenaBowl MVP: QB Nick Davila

## Évolution du score
| Temps           | Description des actions                                                                        | Score E1-E2 | Score E1-E2 |
| --------------- | ---------------------------------------------------------------------------------------------- | ----------- | ----------- |
| 1er Quart-temps |                                                                                                |             |             |
| 13:31           | TD de 41 yards par Windsor suite d'une passe de Davila (PAT de Ratanamorn)                     |             | 7-0         |
| 07:35           | Interception retournée pour 46 yards par Reed (Pat de Ratanamorn)                              |             | 14-0        |
| 02:28           | TD de 9 yards par Taylor suite d'une passe de Austin (PAT manqué de Pettrey)                   |             | 14-6        |
| 2e Quart-temps  |                                                                                                |             |             |
| 14:19           | TD de 11 yards par Jackson suite d'une passe de Davila (PAT de Ratanamorn)                     |             | 21-6        |
| 12:47           | Safety de Dukes                                                                                |             | 23-6        |
| 10:51           | TD de 12 yards par Poots suite d'une passe de Davila (PAT de Ratanamorn)                       |             | 30-6        |
| 05:05           | TD de 5 yards par Reed suite d'une passe de Davila (PAT de Ratanamorn)                         |             | 37-6        |
| 00:38           | TD de 15 yards par Lewis suite d'une passe de Austin (PAT de Pettrey)                          |             | 37-13       |
| 00:32           | TD de 10 yards par Windsor suite d'une passe de Davila (PAT de Ratanamorn)                     |             | 44-13       |
| 3e Quart-temps  |                                                                                                |             |             |
| 11:02           | TD de 3 yards par Reed suite d'une passe de Davila (PAT de Ratanamorn)                         |             | 51-13       |
| 06:49           | TD de 30 yards par Windsor suite d'une passe de Davila (PAT de Ratanamorn)                     |             | 58-13       |
| 01:50           | TD de 8 yards par Goodman suite d'une passe de Austin (conversion de 2 pts manquée par Austin) |             | 58-19       |
| 4e Quart-temps  |                                                                                                |             |             |
| 13:17           | TD de 15 yards par Poots suite d'une passe de Davila (PAT de Ratanamorn)                       |             | 65-19       |
| 08:44           | TD de 5 yards par Goodman suite d'une passe de Dieker (PAT manqué de Pettrey)                  |             | 65-25       |
| 05:54           | TD de 12 yards par Jackson suite d'une passe de Murrietta (PAT de Ratanamorn)                  |             | 72-25       |
| 01:45           | TD de 6 yards par Goodman suite d'une passe de Dieker (PAT de Pettrey)                         |             | 72-32       |

## Les équipes en présence
| Joueur             | Position | Université                  |
| ------------------ | -------- | --------------------------- |
| Shane Austin       | QB       | Hawai'i                     |
| Luke Black         | DL, DT   | Fairmont State (WV)         |
| Brian Brikowski    | LB       | Monmouth                    |
| Gary Butler        | DL, DE   | California (PA)             |
| Rudy Cerami        |          | East Stroudsburg State (PA) |
| Jamie Clavell-Head |          | Texas State                 |
| CJ Cobb            | OL       | Cincinnati                  |
| Randy Colling      | DL       | Gannon (PA)                 |
| Tyrone Collins     | WR       | Wagner                      |
| Anthony DeGrate    | LB       | Texas A&M Commerce          |
| Chris Dieker       | QB       | Southern Illinois           |
| Christopher Ford   | DL       | West Virginia               |
| Tom Gilson         |          | Massachusetts               |
| Dominick Goodman   | WR       | Cincinnati                  |
| Jacob Hardwick     | DL       | Albany State (GA)           |
| Corey Howard       |          | Central Arkansas            |
| LaRoche Jackson    | WR/DB    | Clark Atlanta (GA)          |
| Dominic Jones      | DB       | Otterbein College (OH)      |
| Jason Jones        | OL/DL    | Idaho State                 |
| Thyron Lewis       | WR       | Howard                      |
| Willie McGinnis    | DL       | Rhode Island                |
| Marrio Norman      | DB       | Coastal Carolina            |
| Louis Nzegwu       |          | Wisconsin                   |
| Kitt O'Brien       |          | Ball State                  |
| Aaron Pettrey      | K        | Ohio St.                    |
| Joe Phinisee       | DB       | Walsh (OH)                  |
| Royce Pollard      |          | Hawaii                      |
| Robert Rose        | DT       | Ohio State                  |
| Chad Schofield     | OL       | Marshall                    |
| Brandon Stephens   |          | Miami (OH)                  |
| Tony Tatum         | DB       | Gallaudet                   |
| Collin Taylor      | WR/DB    | Indiana                     |
| Christian Wise     | WR/DB    | Clark Atlanta (GA)          |

| Joueur                | Position | Université                   |
| --------------------- | -------- | ---------------------------- |
| Casey Barth           |          | North Carolina               |
| Arkeith Brown         | WR/DB    | Texas A&M                    |
| Allen Chapman         |          | Kansas State                 |
| Nick Davila           | QB       | Cincinnati                   |
| Cornelius Dixon       | OL/DL    | Missouri Valley College (MO) |
| Demar Dorsey          |          | Arizona Western              |
| Cliff Dukes           | DL       | Michigan State               |
| Antonio Fenelus       | CB       | Wisconsin                    |
| Marquis Floyd         | DB       | West Georgia                 |
| Joe Gibbs             | OL, OT   | Tennessee-Martin             |
| Tyre Glasper          | OL/DL    | North Carolina               |
| Vic Hall              | DB, Dc   | Virginia                     |
| Anttaj Hawthorne      | DT       | Wisconsin                    |
| Andrew Helmick        |          | Lindenwood (MO)              |
| Michael Huey          | OL       | Texas                        |
| Nicolas Jean-Baptiste |          | Baylor                       |
| Jeremy Kellem         | DB, DS   | Middle Tennessee State       |
| Leon Mackey           |          | Texas A&M                    |
| Nick Miller           | WR       | Southern Utah                |
| Jason Murrietta       | QB       | Northern Arizona             |
| Louis Nzegwu          |          | Wisconsin                    |
| Jared Perry           | WR/DB    | Missouri                     |
| Quinn Pitcock         | DT       | Ohio St.                     |
| Marcus Pittman        | DL       | Troy State (AL)              |
| Tysson Poots          | WR       | Southern Utah                |
| Maurice Purify        | WR       | Nebraska                     |
| Craig Ratanamorn      | K        | Marshall                     |
| Kerry Reed            | WR       | Michigan St.                 |
| Isaac Remington       |          | Oregon                       |
| Alex Singleton        |          | Tulsa                        |
| Rod Windsor           | WR       | Western New Mexico State     |

## Statistiques par équipe
| Données                   | Arizona | Cleveland |
| ------------------------- | ------- | --------- |
| 1er Downs                 | 19      | 19        |
| Yards à la course         | 5       | 6         |
| Yards à la passe          | 282     | 269       |
| Fumbles/Perdu             | 0/0     | 0/0       |
| Yards en retour de Fumble | 0       | 0         |
| Pénalités/Yards           | 5/29    | 8/35      |
| Temps de possession       | 25:03   | 34:57     |
| Conversion de 3e Down     | 4/4     | 6/11      |
| Conversion de 4e Down     | 0/0     | 1/3       |